# Comunità montana Serre Calabre
La Comunità montana Serre Calabre era una comunità montana calabrese, situata nella provincia di Vibo Valentia. Con Legge Regionale n. 25/2013 le Comunità Montane calabresi sono state soppresse e poste in liquidazione. Con delibera della Giunta Regionale n. 243 del 04/07/2013 sono stati nominati i Commissari liquidatori.
La sede della Comunità si trovava nella cittadina di Serra San Bruno, nota per la certosa.
La Comunità montana pur mantenendo lo stesso nome, aveva subito una profonda modifica dopo il 2008 con la legge di revisione delle Comunità montane.

## Geografia fisica
Al momento della soppressione, la Comunità montana era composta da 13 comuni che gravitano sulle Serre Calabresi, con una superficie pari a 316,58 km² ed una popolazione di circa 27.000 abitanti.

## Comuni
| Stemma | Comune               | Popolazione (ab) | Superficie (km2) |
| ------ | -------------------- | ---------------- | ---------------- |
|        | Brognaturo           | 672              | 24 km²           |
|        | Capistrano           | 1.084            | 20 km²           |
|        | Fabrizia             | 2.444            | 38 km²           |
|        | Filadelfia           | 5.680            | 30 km²           |
|        | Mongiana             | 861              | 20 km²           |
|        | Monterosso Calabro   | 1.842            | 18 km²           |
|        | Nardodipace          | 1.419            | 32 km²           |
|        | Polia                | 1.149            | 31 km²           |
|        | San Nicola da Crissa | 1.506            | 19 km²           |
|        | Serra San Bruno      | 7.036            | 39,58 km²        |
|        | Simbario             | 1.005            | 19 km²           |
|        | Spadola              | 854              | 9 km²            |
|        | Vallelonga           | 729              | 17 km²           |

## Galleria d'immagini

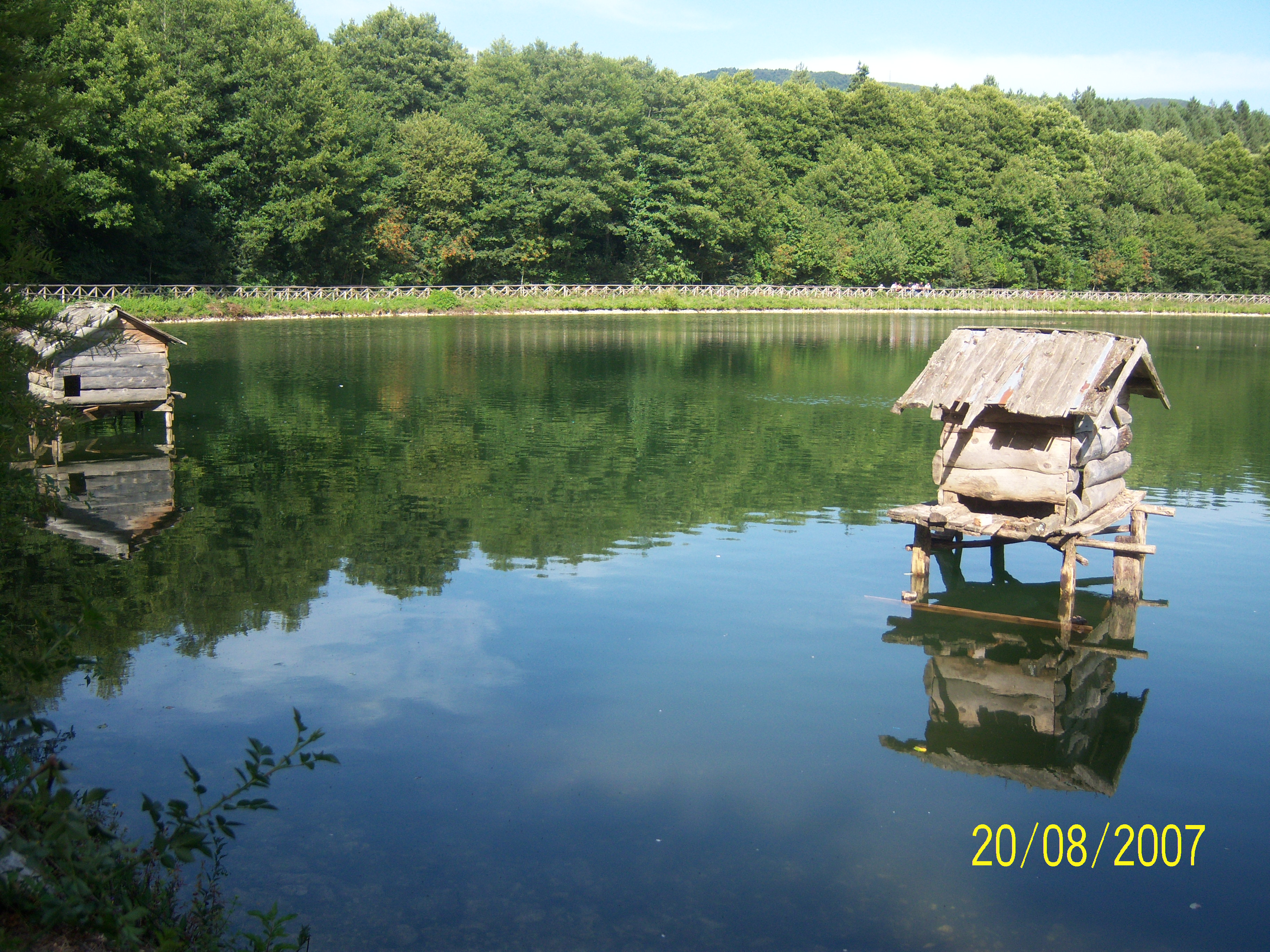
Lago di Mongiana
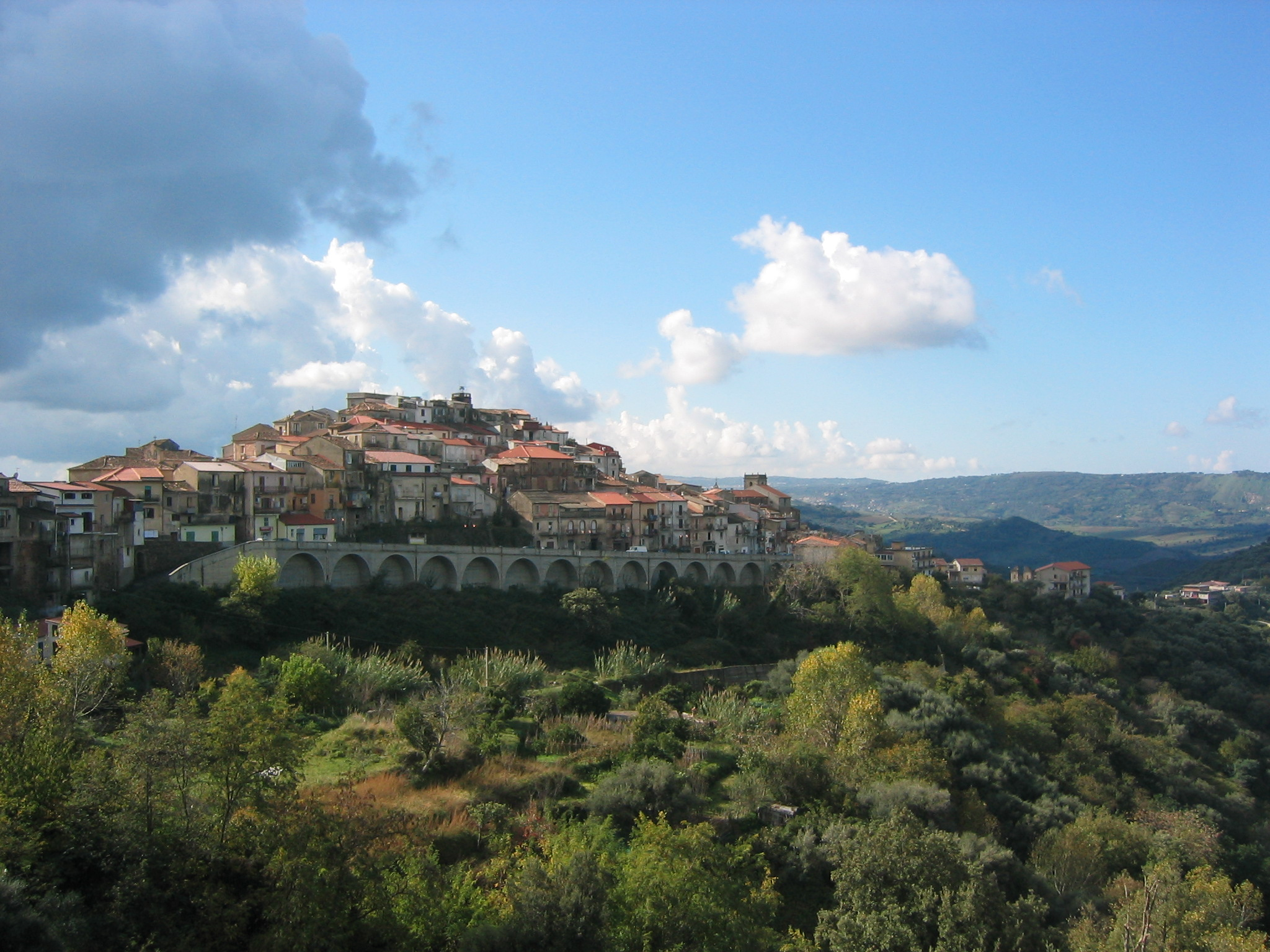
Panorama di Monterosso Calabro
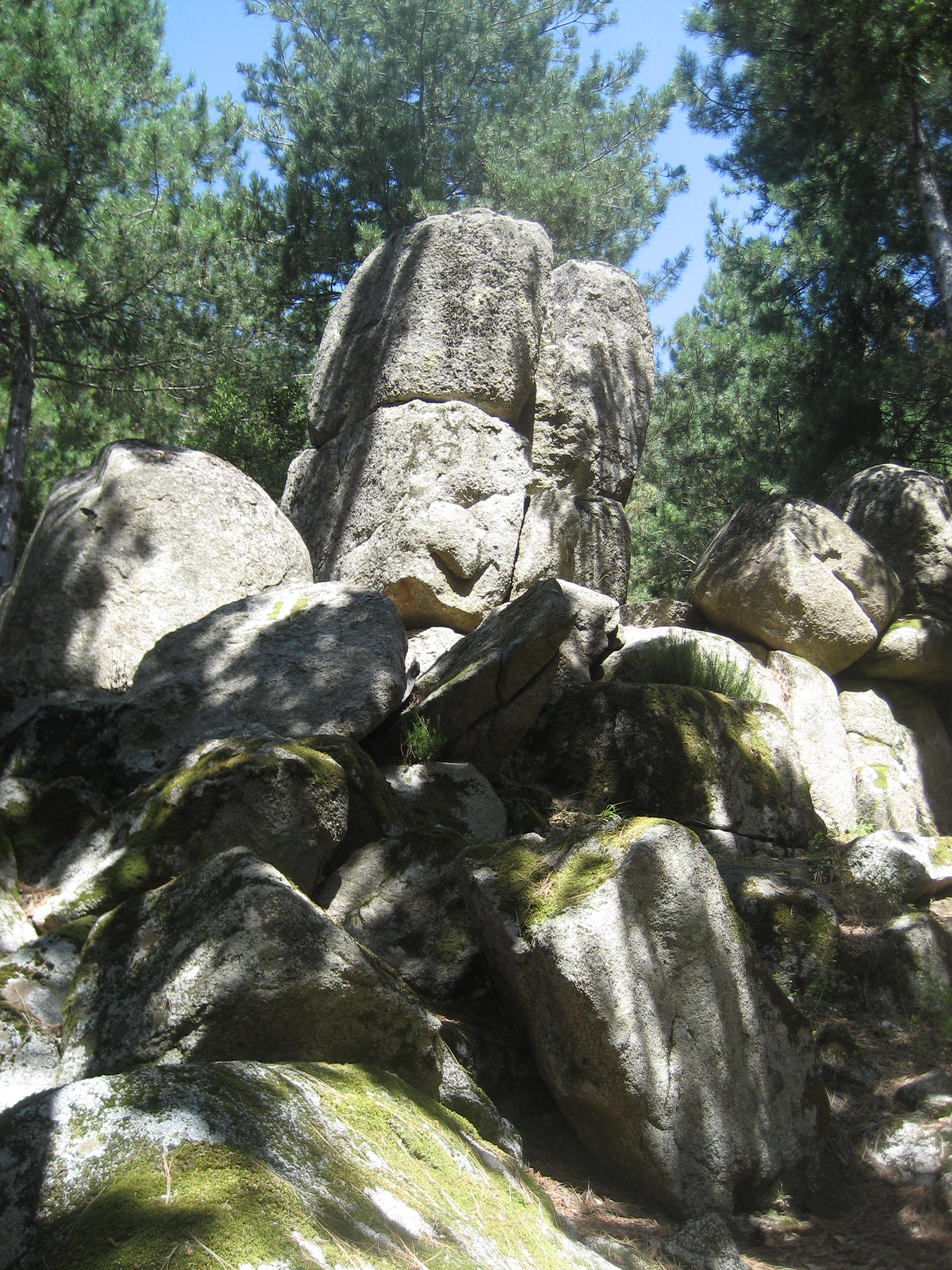
Pietre neolitiche a Nardodipace
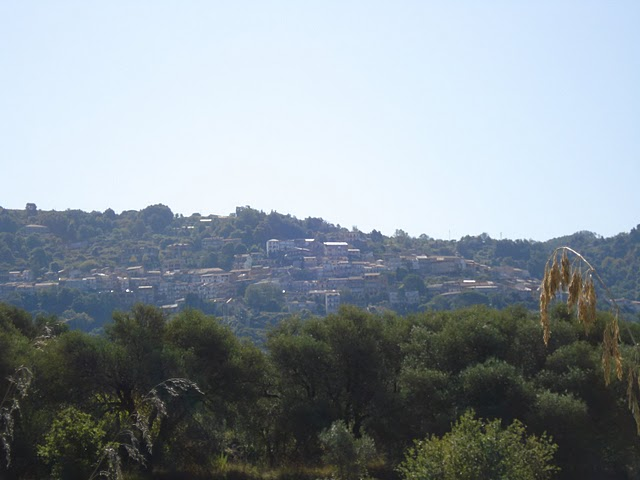
Panorama di San Nicola da Crissa
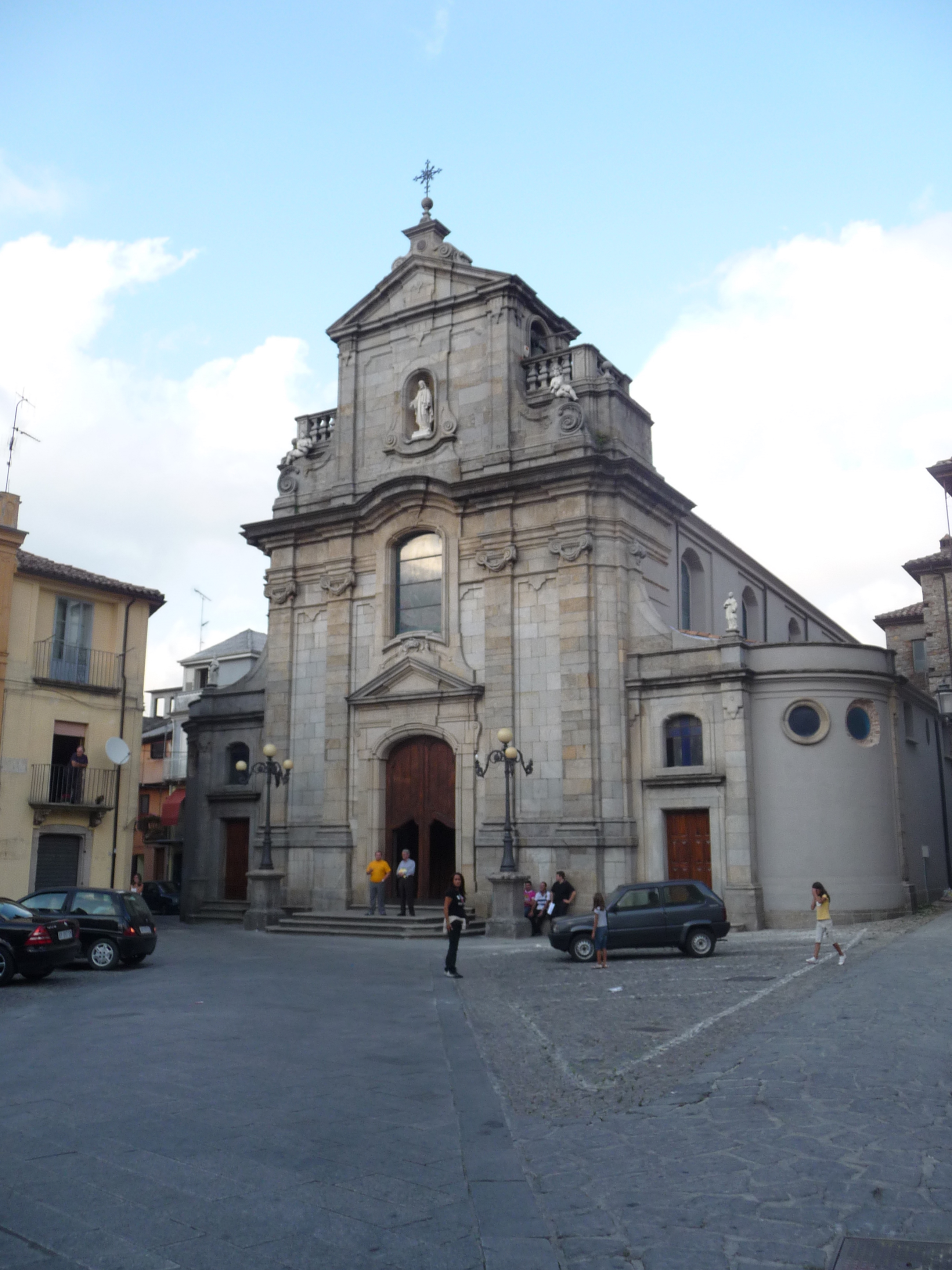
Serra San Bruno, chiesa di San Biagio